# Escudo de El Salvador

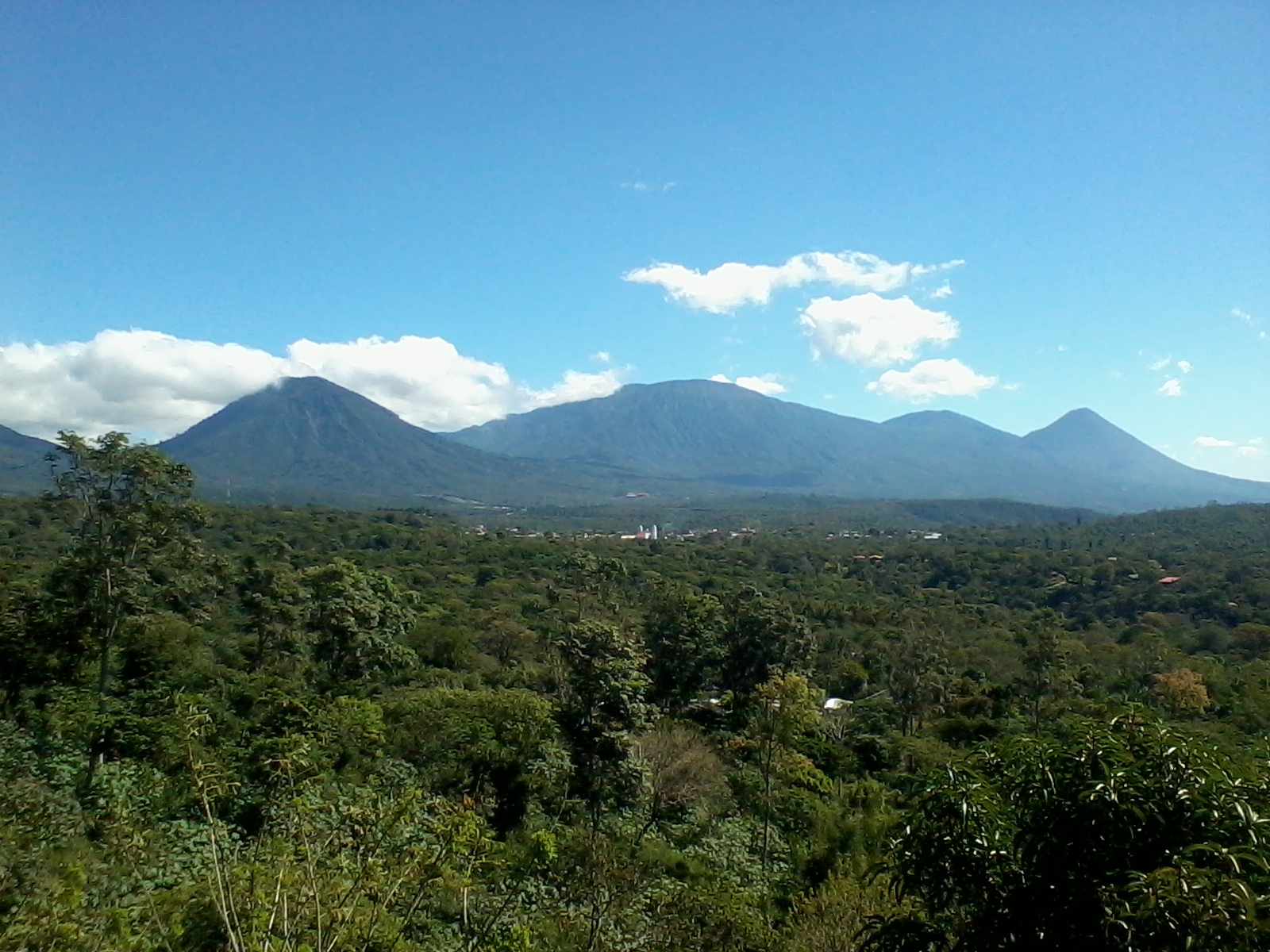
La fila de cinco volcanes en el escudo fueron inspirados por la cordillera de apaneca, visible desde la ciudad de Sonsonate, cual fue la capital de la República Federal de Centro América en 1834.

El Escudo de El Salvador fue creado junto con la actual Bandera Nacional por el Decreto Legislativo del 17 de mayo de 1912, siendo Presidente de la República el doctor Manuel Enrique Araujo. Fue diseñado por el calígrafo salvadoreño Rafael Barraza Rodríguez, que se impuso sobre treinta competidores en un concurso promovido por el entonces Ministerio de Guerra y Marina, en 1912. 
Por ser símbolo nacional, se encuentra aprobado y descrito por la Ley de Símbolos Patrios que estipula los elementos que lo componen y su posición en el escudo nacional. Sus componentes tienen el siguiente significado:
- Triángulo equilátero: grueso y de color ámbar dorado, cada uno de sus ángulos representa a los tres Poderes del Estado (Legislativo, Ejecutivo y Judicial).
- Cordillera de cinco soberbios volcanes cónicos boscosos con alborada y cielo rojizo amanecer en horizonte, colocada en un terreno rodeado por dos mares: representa la naturaleza tropical y volcánica del suelo salvadoreño; los cinco volcanes a las cinco naciones del istmo, resultantes de la Independencia de Centroamérica; y los mares, los océanos Atlántico y Pacífico.
- Un arcoíris con cielo rojizo de amanecer: símbolo de paz, pacto entre Dios y Noé
- Gorro de libertad o gorro frigio esparciendo Gloria divina de rayos de luces ámbares doradas: proclama la libertad y sus rayos espiral extensivas los ideales del pueblo salvadoreño.
- Leyenda «15 de septiembre de 1821»: fecha de la Independencia de América Central.
- Leyenda «República de El Salvador en la América Central»: colocado alrededor del triángulo en letras ámbares doradas.
- Leyenda «Dios, Unión, Libertad»: colocado en la base del triángulo, en letras negras y un rollo manuscrito ámbar dorado.
- Cinco pabellones de El Salvador en lanzas indígenas, colocados alrededor del triángulo: representan las cinco naciones resultantes de la Independencia de Centroamérica.
- Dos ramas de laurel entrelazadas con un listón azul y blanco: compuesto por catorce gajos que representan los catorce departamentos en que se encuentra dividido administrativamente El Salvador.

## Banderas y escudos anteriores

### 1823-1838: Bandera y escudo de armas usados por la provincia de El Salvador durante el Período Federal
El Salvador, como parte de las Provincias Unidas del Centro de América, adoptó la bandera y el escudo de armas aprobados por la Asamblea Nacional Constituyente de Centroamérica, según Decreto Legislativo n.º 29 del 21 de agosto de 1823. La Bandera de las Provincias Unidas del Centro de América constaba de tres franjas horizontales: azules la superior e inferior y blanca la del centro. Este es el citado decreto legislativo:

DECRETO LEGISLATIVO CREADOR DEL ESCUDO Y LA BANDERA DE LAS PROVINCIAS UNIDAS DEL CENTRO DE AMÉRICA
DECRETO n.º 29
La Asamblea Nacional Constituyente de las Provincias Unidas del Centro de América, ha tenido a bien decretar y decreta: 
Artículo 1º El Escudo de Armas de las Provincias Unidas del Centro de América será un triángulo equilátero; en su base aparecerá una cordillera de cinco volcanes, sobre un terreno que se figure bañado por ambos mares; en la parte superior, un arco iris que los cubra y bajo el arco, el gorro de la libertad esparciendo luces. En torno del triángulo y en figura circular se escribirá con  letras de oro: “PROVINCIAS UNIDAS DEL CENTRO DE AMÉRICA”.
Artículo 2º Este escudo se colocará en todos los puestos y oficinas públicas sustituyéndose a las que se han usado por disposiciones de los anteriores gobiernos.
Artículo 3º El gran sello de la nación, el de la Secretaría de esta Asamblea, el de los agentes del gobierno, y tribunales de justicia, llevarán todos el mismo escudo.
Artículo 4º El pabellón nacional para los puertos y para toda clase de buques pertenecientes a este nuevo estado constará de tres fajas horizontales, azules la superior e inferior, y blanca la del centro en la cual irá dibujado el escudo que designa el artículo 1º. En los gallardetes las fajas se colocarán perpendicularmente por el orden expresado. Del mismo pabellón usarán los enviados de este gobierno a las naciones extranjeras. En los buques mercantes las banderas y gallardetes no llevarán escudo, y en la faja del centro se escribirá con letras de plata: DIOS, UNIÓN, LIBERTAD.
Artículo 5º Las banderas y estandartes de los cuerpos militares así vivos, así como de milicia provincial mientras esta subsista, se arreglarán a lo dispuesto en el artículo anterior: Sus fajas serán siempre horizontales, en la superior las palabras: DIOS, UNIÓN, LIBERTAD, y en la inferior la clase y número de cada cuerpo. En las de infantería ambas inscripciones serán con letras de oro, y en los de caballería con letras de plata.
Artículo 6º Los cuerpos de fuerza cívica dispondrán sus banderas y estandartes con arreglo a lo prevenido en el artículo setenta de la ley de dieciocho del corriente.
Artículo 7º Al comunicarle este decreto al gobierno se le acompañarán diseños del blasón y pabellón nacionales para la más fácil inteligencia de cuanto queda prevenido:
Comuníquese al Supremo Poder Ejecutivo para su cumplimiento, y que lo haga imprimir, publicar y circular. Dado en Guatemala a 21 de agosto de 1823 – José Barrundia: Diputado Presidente – Mariano Gálvez: Diputado Secretario – Mariano de Córdoba: Diputado Secretario – Al Supremo Poder Ejecutivo.
Por tanto mandamos se guarde, cumpla y ejecuten todas sus partes.
Lo tendrá entendido el Secretario del despacho, y hará se imprima, publique y circule. Palacio Nacional de Guatemala 3 de octubre de 1823 – Antonio Rivera: Presidente – Pedro Molina – Juan Vicente Villacorta. Al ciudadano Manuel Julián Ibarra.
Y de orden del Supremo Poder Ejecutivo lo inserto a V. para su inteligencia y fines consiguientes: Dios, Unión, Libertad.
Palacio Nacional de Guatemala 3 de octubre de 1823. M. Julián Ibarra.

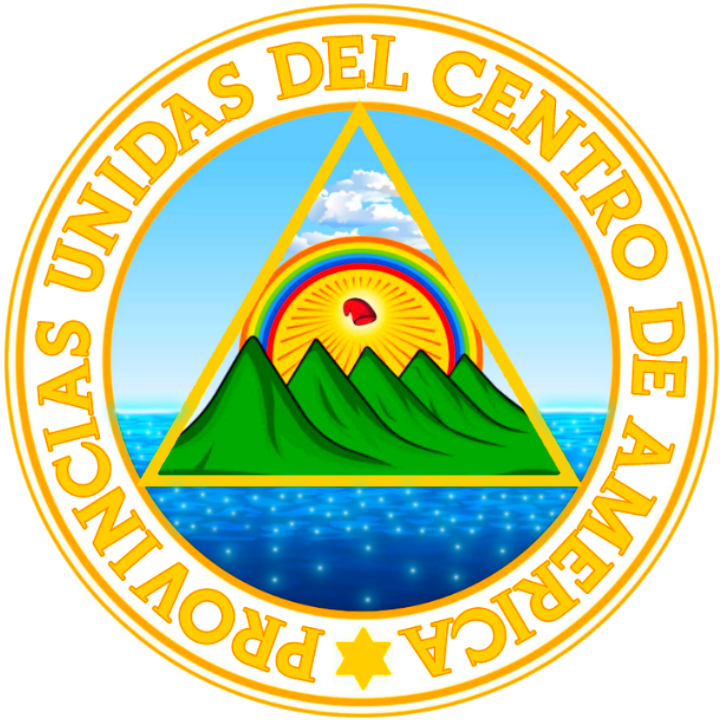
Escudo de las Provincias Unidas del Centro de América (1823-1825)
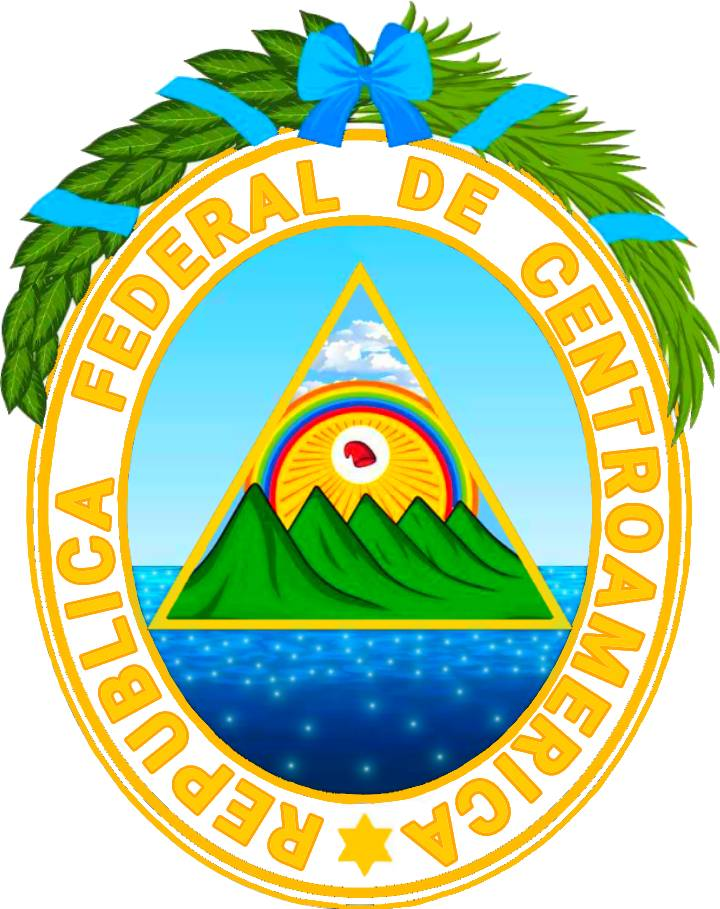
Escudo de la República Federal de Centroamérica (1825-1841)

### 1851-1853: Bandera y escudo de armas de la Representación Nacional de Centroamérica
El 8 de noviembre de 1849, los Estados de Nicaragua, El Salvador y Honduras acordaron en la ciudad de León (Nicaragua) un Pacto de Confederación, que debería ser arreglado por medio de una Dieta. La Representación Nacional de Centroamérica se instaló solemnemente el 9 de enero de 1851, en Chinandega, cabecera del departamento del mismo nombre. Estaba integrada por Pablo Buitrago Benavente y Hermenegildo Zepeda Fernández por Nicaragua, José Guerrero por Honduras, Francisco Barrundia y José Silva por El Salvador. De inmediato se procedió a organizar su directorio, siendo nombrado presidente Hermenegildo Zepeda Fernández, Primer Secretario José Silva y Segundo Secretario el Lic. Pablo Buitrago Benavente.
El 22 de abril de 1851, la Representación Nacional de Centroamérica decretó obligatoria la bandera azul y blanca y el escudo de la Confederación de Centroamérica. En el diario oficial, Gaceta del Salvador, Tomo 3, Número 4, del 30 de mayo de 1851, aparece el decreto legislativo siguiente:

DIETA NACIONAL.  	Por los siguientes documentos se informarán nuestros lectores, de que la Dieta Nacional se ocupa constantemente de todos los objetos que están sometidos a su autoridad. Ha decretado ya el Pabellón y escudo de armas de la Nación y se ocupa de uniformar las tarifas y aranceles en todos los Puertos y todo lo que concierne al comercio y relaciones esteriores.
 	Secretaría de relaciones interiores del Gobierno Nacional de Centro-América=D.U.L.=Leon, Mayo 15 de 1851.=Sr. Ministro jeneral del Supremo Gobierno del Estado del Salvador.=El Presidente de la Representación Nacional de Centro-América se ha servido dirijirme el decreto que sigue.= El Presidente de la Representación Nacional de Centro-América a los Gobiernos de los Estados del Salvador, Honduras y Nicaragua.=Por cuanto la misma Representación Nacional de Centro-América ha decretado lo siguiente.=La Representación Nacional de Centro-América, CONSIDERANDO, que es necesario designar las insignias que deben constituir el emblema de la unión de los Estados confederados, ha venido en decretar y decreta.

ART. 1º.- El escudo de armas de la unión Centro-americana será un triángulo equilátero.- En su base aparecerá una cordillera de tres volcanes colocado sobre un terreno que se figure bañado por ambos mares, en el vértice el arco iris que los cubra y bajo el arco el gorro de la Libertad difundiendo luces, y con tres estrellas en la parte superior.- En torno del triángulo y en figura circular se escribirá en letras de oro, FEDERACIÓN DE CENTRO-AMÉRICA.

Art. 2º.- Este escudo se colocará en todos los puestos y oficinas públicas del Gobierno Jeneral.

Art. 3º.- El gran sello de la unión, y el de los ajentes diplomáticos llevará el mismo emblema: el de las secretarías tendrá la inscripción correspondiente al ramo de relaciones respectivo en la forma de un óvalo horizontal; en el centro tres volcanes, y sobre ellos un sol radiante.

Art. 4º.- El pabellón de la Nación constará de tres fajas horizontales, azules la superior e inferior y blanca la del centro, en la cual irá dibujado el escudo que designa el artículo 1º.

Art. 5º.- Este pabellón se usará en todos los puertos, en toda clase de buques nacionales y por los enviados de la unión: en los gallardetes las fajas se colocarán verticalmente por el orden espresado.

Art. 6º.- En los buques mercantes, el pabellón no llevará escudo, y en la faja del centro se escribirá en letras de oro, D.U.L.

Art. 7º.- Las banderas y estandarte del ejército federal se arreglaran a lo dispuesto en el artículo 4º. Con solo la diferencia de escribirse en la faja superior las palabras, D.U.L. y en la inferior la clase y número de cada cuerpo.- En los de infantería y artillería, ambas inscripciones serán en letras de oro, y en los de caballería en letras de plata. 

Dado en Leon, a 22 de Abril de 1851.- Hermenejildo Zepeda, Presidente.- Pablo Buitrago, Srio.
Por tanto, Ejecútese y publíquese por quienes corresponde- Hermenejildo Zepeda.=Al secretario del despacho de relaciones esteriores encargado del de las interiores.=Y de orden del mismo Sr. Presidente lo traslado a U. para conocimiento de ese Supremo Gobierno y los efectos consiguientes, esperando su correspondiente recibo.=Su atento servidor.-Firmado-P. Buitrago.=Es conforme: San Salvador, Mayo 27 de 1851.

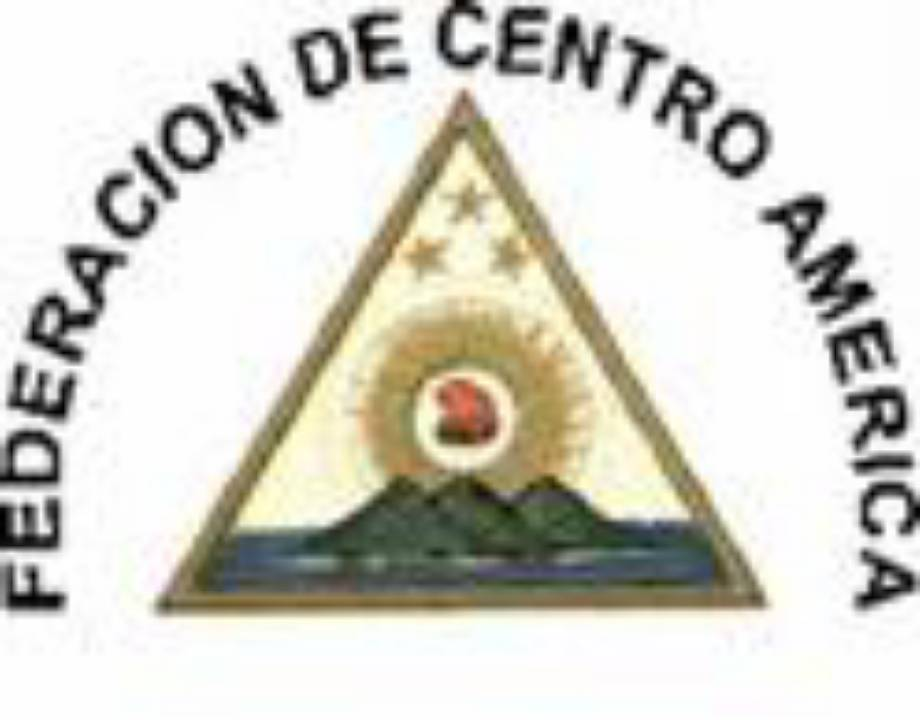
Escudo de la Federación de Centroamérica (1851 - 1853)

### 1865-1912: Bandera y escudos de armas usados por la República de El Salvador
En el diario oficial El Constitucional, Tomo I, n.º 82, del jueves 4 de mayo de 1865, aparece el Decreto Ejecutivo del 28 de abril que creó la segunda bandera del país, siendo Presidente de la República don Francisco Dueñas:

MINISTERIO DE RELACIONES EXTERIORES E INSTRUCCIÓN PÚBLICA.
Decreto del Gobierno designando los colores del pabellón nacional y atributos del escudo de armas de la República.
El Presidente de la República del Salvador:
Cumplimentado el decreto del Cuerpo Legislativo de 14 de febrero último que lo faculta para designar los colores del pabellón nacional y los atributos del escudo de armas, se ha servido decretar lo siguiente:
Artículo 1º. -El pabellón nacional se compondrá de cinco fajas azules y de cuatro blancas: el ancho de dichas fajas será de nueve pulgadas y sus longitud de tres a cuatro varas castellanas. En el ángulo superior inmediato al asta, llevará un cuadro encarnado de una vara por lado; en el cual se colocarán nueve estrellas blancas de cinco ángulos salientes cada una, representando los nueve departamentos de la República. 
Art. 2º. -La bandera antedicha será la mercante. La de guerra tendrá los mismos colores y dimensiones y en el cuadro encarnado de que se ha hecho mención, tendrá el escudo de armas de la República, llevando al reverso las nueve estrellas de los departamentos. 
Art. 3º. -El escudo de armas nacional será el mismo de la antigua federación centro-americana con las modificaciones siguientes:
1ª. -En lugar de los cinco volcanes que representaban los cinco Estados de la federación habrá solamente uno en actividad imitando el Izalco:
2ª. -En el espacio superior del cuadro que debe contener este volcán se colocarán las mismas nueve estrellas formando un semicírculo:
3ª. -En la base del escudo aparecerá de un lado y otro el nuevo pabellón de la República:
4ª. -El gorro de la libertad descansará en la parte en que se unen los cuernos de la abundancia que descienden por ambos lados del cuadro:
5ª. -En forma de semicírculo se leerá entre rayos luminosos: 15 de septiembre de 1821, quedando el gorro en el centro de éste; y
6ª. -Limitará el escudo una franja circular en cuya circunferencia aparecerá esta leyenda: República del Salvador en la América Central.
Art. 4º. -El Ministro de Relaciones se encargará del cumplimiento y publicación de este decreto.
Dado en San Salvador, a 28 de abril de 1865.

Francisco Dueñas.

El Ministro de Relaciones Exteriores e Instrucción Pública

Gregorio Arbizú.

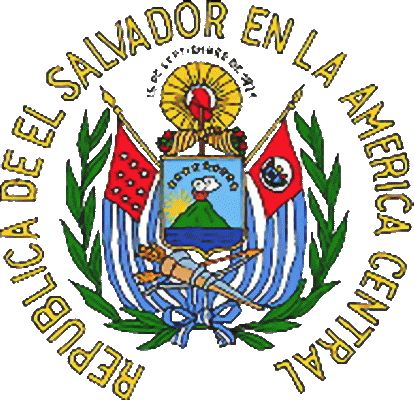
República de El Salvador (1865-1876)
República del Salvador (1877-1912)

### 1896-1898: Bandera y escudo de armas de la República Mayor de Centroamérica
Al asumir el cargo público de Presidente de Nicaragua el 16 de septiembre de 1893, el general José Santos Zelaya López prometió trabajar porla reaparición de la Patria Centroamericana, ya que Nicaragua era una porción disgregada de la República de Centroamérica. El general Zelaya López aprovechó la amistad con los presidentes de Honduras y El Salvador, doctor Policarpo Bonilla y general Rafael Antonio Gutiérrez para promover la unión de las tres repúblicas, porque los presidentes de Costa Rica y Guatemala no mostraban interés en dicha unión.
El 20 de junio de 1895 los plenipotenciarios de Nicaragua, El Salvador y Honduras doctores don Manuel Coronel Matus, don Jacinto Castellanos y don Constantino Fiallos, respectivamente, suscriben en el puerto de Amapala (Honduras) el Tratado de Unión que se conoce con el nombre de “Pacto de Amapala”; el que erige a las Repúblicas de Nicaragua, El Salvador y Honduras en una sola entidad política para el ejercicio de su soberanía bajo el nombre de República Mayor de Centroamérica. Esta denominación persistirá hasta que las Repúblicas de Guatemala y Costa Rica acepten voluntariamente el presente convenio en cuyo caso se llamará República de Centroamérica.
En el artículo número once de dicho convenio se adopta la bandera y el escudo de armas de la antigua federación, variando únicamente la divisa o leyenda. El 3 de agosto de 1895 el Tratado de Amapala fue ratificado por el Presidente de la República, quedando por tanto incluido oficialmente Nicaragua dentro de la República Mayor de Centroamérica. Después de la ratificación del tratado por los tres gobiernos antes citados, se instaló en San Salvador (la capital salvadoreña) la Dieta de la República Mayor de Centroamérica.
Reunido el Congreso Constituyente en la ciudad de Managua (la capital de Nicaragua) el día 27 de agosto de 1898, aprobó la Constitución de los Estados Unidos de Centroamérica. Poco después la unión llegó a su fin debido al golpe de Estado del general Tomás Regalado (1898-1903), quién depuso el 13 de noviembre de 1898 al Presidente de la República, general Rafael Antonio Gutiérrez, y de inmediato declaró la separación de este país; rompiéndose el pacto firmado en Amapala y finalizando el ideal de unidad centroamericana del general José Santos Zelaya López, por lo que El Salvador volvió a usar su bandera y escudo nacionales anteriores.

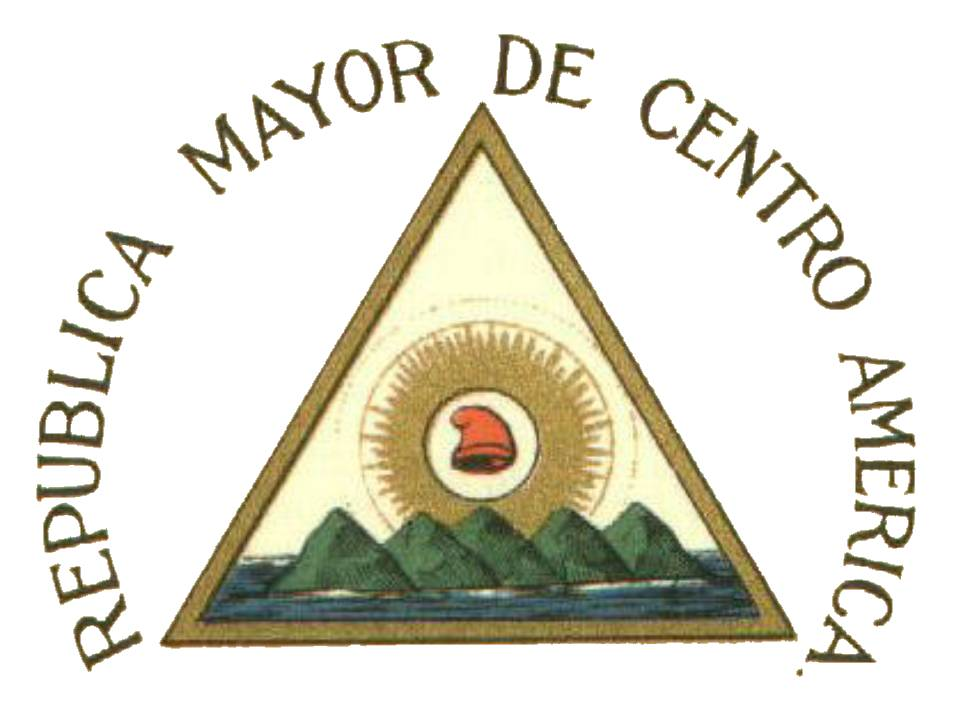
La República de América Central (1896-1897)
Escudo de la República de América Central luego Estados Unidos de Centroamérica (1897-1898)

## Creación de la bandera y el escudo actuales
La bandera y el escudo actuales del país fueron creados mediante Decreto Legislativo del 17 de mayo de 1912, publicado en el Diario Oficial n.º 125, Tomo n.º 72, del 30 de mayo de 1912, siendo Presidente de la República el doctor Manuel Enrique Araujo, y cuyo texto es el siguiente:

DECRETO LEGISLATIVO CREADOR DE LA BANDERA Y EL ESCUDO NACIONALES DE EL SALVADOR
La Asamblea Nacional Legislativa de la República de El Salvador, en uso de la facultad que le confiere la fracción 16ª del Art. 67 de la Constitución, y á iniciativa del Poder Ejecutivo,
DECRETA:
Artículo 1º.- Adoptánse para la República de El Salvador, con las modificaciones que se expresarán, el escudo de armas y el pabellón de Centro-América, decretados por la Asamblea Nacional Constituyente de las Provincias Unidas del Centro de América, con fecha 21 de agosto de 1823.
En consecuencia:
1º. El Escudo de Armas de de El Salvador será un triángulo equilátero. En su base aparecerá la cordillera de cinco volcanes, colocados sobre un terreno que se figure bañado por ambos mares: en la parte superior un arco iris que los cubra: bajo el arco, el gorro de la libertad esparciendo luces, y en forma de semi-círculo se leerá entre sus rayos 15 DE SEPTIEMBRE DE 1821. En torno del triángulo, y en figura circular, se escribirá en letras de oro: REPÚBLICA DE EL SALVADOR EN LA AMÉRICA CENTRAL, y en la base del triángulo: DIOS, UNIÓN Y LIBERTAD.
2º. Este Escudo se colocará en todos los puertos y oficinas públicas.
3º. El gran sello de la Nación, el de la Secretaría de la Asamblea Nacional, el de los Agentes del Gobierno y Tribunales de Justicia, llevarán el mismo Escudo.
4º. El Pabellón Nacional para los puertos y buques, constará tres fajas horizontales, azules la superior é inferior y blanca la del centro, en la cual irá dibujado el escudo antes descrito. En los gallardetes las fajas se colocarán perpendicularmente, por el orden expresado. Del mismo Pabellón usarán los Enviados del Gobierno á las Naciones extranjeras. En los buques mercantes las banderas y gallardetes no llevarán escudo y en la faja del centro se escribirá con letras de plata: DIOS, UNIÓN Y LIBERTAD.
5º. Las banderas y estandartes de los Cuerpos Militares, se arreglarán á lo dispuesto en el número anterior. Sus fajas serán siempre horizontales: en la del centro se dibujará el blasón: en la superior se escribirán las palabras: DIOS, UNIÓN Y LIBERTAD, y en la inferior la clase y número de cada Cuerpo. En los de infantería y artillería ambas inscripciones serán con letras de oro, y en los de caballería, con letras de plata.
Art. 2º.- Queda derogado el Decreto de 28 de abril de 1865.
Art. 3º.- Este Decreto tendrá fuerza de ley desde el 15 de septiembre del corriente año.
Dado en el Salón de Sesiones del Poder Legislativo. Palacio Nacional: San Salvador á los diez y siete días del mes de mayo de mil novecientos doce.
F. Vaquero,

Presidente.
Juan Mena,
1er. Pro-Srio.
R. Quintanilla,
2º. Pro-Srio.
Palacio Nacional: San Salvador, 27 de mayo de 1912.
Ejecútese:
Manuel E. Araujo. 
El Subsecretario de Estado en los Despachos de Guerra y Marina,

Eusebio Bracamonte.

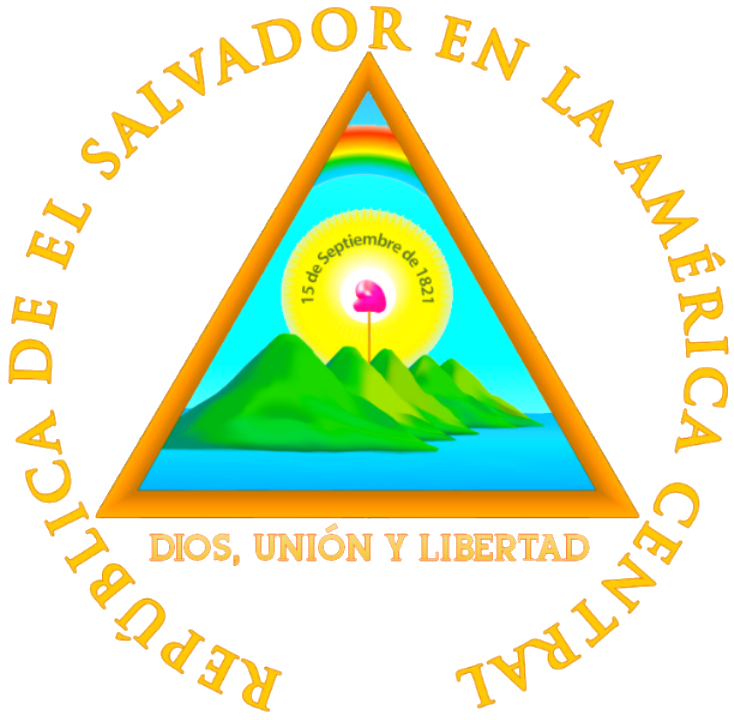
Escudo de El Salvador (1912-1916)

## Reforma del anterior Decreto Legislativo
El creador del escudo nacional, Rafael Barraza Rodríguez, ganó el concurso para diseñar el actual escudo de armas; quien le agregó dos elementos que no constan en el decreto legislativo anterior, pero que fueron aceptados por razones de estética, los cuales son las cinco banderas detrás del triángulo equilátero y la corona de laurel. Se tuvo que hacer el Decreto Legislativo del 20 de marzo de 1916, publicado en el Diario Oficial n.º 72, Tomo n.º 80, del 27 de marzo de 1916, para aceptar de forma oficial los dos elementos citados y para introducir nuevas regulaciones a la bandera nacional, cuyo texto es el siguiente: 

DECRETO LEGISLATIVO REFORMADOR DE LA BANDERA Y EL ESCUDO NACIONALES DE EL SALVADOR
La Asamblea Nacional Legislativa de la República de El Salvador,
CONSIDERANDO:
que por Decreto Legislativo de 17 de mayo de 1912, se estableció el escudo de armas y el pabellón nacional;
que el Ministerio de la Guerra por medio de su Oficialía Mayor sacó a concurso el diseño del escudo de armas, y aprobó luego uno de los diseños presentados;
que aún cuando en éste conservan los blasones esenciales del escudo de armas, se les adornó con otras insignias que no están determinadas por el Decreto Legislativo citado, siendo con dichas insignias que se ha venido usando;
que de consiguiente es necesario dar fuerza de ley al uso que del escudo se hace;
que además es necesario reglamentar de una manera general el uso del escudo de armas y del pabellón nacional, para lo que debe tomarse en consideración el respeto debido a tales insignias y las diferentes formas y circunstancias en que se usa;
POR TANTO:
En uso de las facultades que le confiere el inciso 16 del artículo 68 de la Constitución Política,
DECRETA:
Art. 1º.- Al artículo primero de la ley de 17 de mayo citada, publicada en el Diario Oficial del 30 del mismo mes, se le agrega:…”Saliendo del triángulo habrá cinco pabellones de El Salvador, dos a cada uno de los lados del triángulo y uno sobre el vértice superior del mismo. Bajo la leyenda “Dios-Unión-Libertad” llevará dos ramas de laurel entrelazadas, en forma circular, hasta terminar en las dos banderas laterales superiores.
Art. 2º.- Al artículo segundo se le agrega:
“Podrá usarse en los muebles o vehículos (Carrozas, automóviles, embarcaciones etc.) de propiedad nacional, y en el papel de correspondencia de los Supremos Poderes del Estado.
El escudo de armas también podrá ser usado en la República por cualquiera persona o institución; pero únicamente con ocasión de una fiesta o duelo nacionales o cuando expresamente se hubiere concedido autorización por el Supremo Poder Ejecutivo.
En estos últimos casos el escudo de armas no tendrá las leyendas: “República de El Salvador en la América Central” ni “Dios-Unión-Libertad”, y los pabellones que salgan del triángulo podrán ser separados o adheridos al mismo o se usará el escudo sin ellos. Tampoco llevará las ramas de laurel.
Art. 3º.- Al artículo tercero se le agrega: “con todos sus blasones”.
Art. 4º.- Al artículo cuarto donde dice “en la cual irá dibujado el escudo antes descrito”, se le agrega: “con todos sus blasones”.
Art. 5º.- En el artículo quinto la parte que describe las banderas y estandartes, queda así: “sus fajas serán siempre horizontales; en la del centro llevará el triángulo del escudo de armas, con todos sus blasones interiores; en la superior, las palabras “Dios-Unión-Libertad”, y en la inferior, la clase y número de cada Cuerpo.” Sigue el artículo sin modificación.
Art. 6º.- Las oficinas de los Supremos Poderes y de cualesquiera institución oficial o municipales pueden usar del Pabellón Nacional, sin escudo; pero llevando las palabras “Dios-Unión-Libertad”. De este mismo pabellón podrán usar las instituciones particulares, previas autorización expresa del Supremo Poder Ejecutivo, quien también podrá autorizar tanto a éstas como a las instituciones oficiales o municipales para que usen un lema especial en el pabellón.
Art. 7º.- Toda persona o institución queda facultada para usar en el territorio de la República, o los salvadoreños fuera de éste, los colores nacionales en gallardetes, pabellones u otra forma; pero en este caso los pabellones no podrán llevar ninguno de los blasones del escudo de armas o lemas de ninguna clase; sin perjuicio de lo dispuesto en los artículos anteriores. Este uso queda limitado a los días de fiesta o duelos nacionales y a todos aquellos en que se celebrare un acontecimiento de importancia general o local.
Art. 8º.- Todos aquellos que usaren u ordenaren el uso del escudo de armas o del pabellón nacionales de otra manera o en otra forma de la que se prescribe por la ley, serán castigados gubernativamente con una multa de cincuenta pesos por cada infracción.
Art. 9º.- El Supremo Poder Ejecutivo reglamentará los casos y condiciones en que se pueda autorizar a los particulares o instituciones especiales para usar el escudo de armas o lemas especiales en el pabellón.
Art. 10º.- Se declara legal el sello usado anteriormente adornado con los aditamentos que hasta hoy prescribe esta reforma.
Art. 11º.- Esta ley entrará en vigor desde el día de su publicación.
Dado en el Salón de Sesiones del Poder Legislativo. Palacio Nacional: San Salvador, veinte de marzo de mil novecientos dieciséis.
J. M. Batres,
Presidente.
Lucilo Villalta,
2º Pro-Srio.
José F. Morales,
Srio. Int.
Palacio Nacional: San Salvador, 24 de marzo de 1916.
Ejecútese,
C. Meléndez.
El Ministro de la Guerra,
Enrique Córdoba.

Escudo moderno de El Salvador (1916-presente)

## Variación del Escudo Nacional de El Salvador

Sello Nacional del Presidente de la República de El Salvador
Versión lineal del Escudo Nacional usada por el gobierno en papel oficial de la Imprenta Nacional, medallas oficiales, sellos y similares.

## Ejemplos de escudos

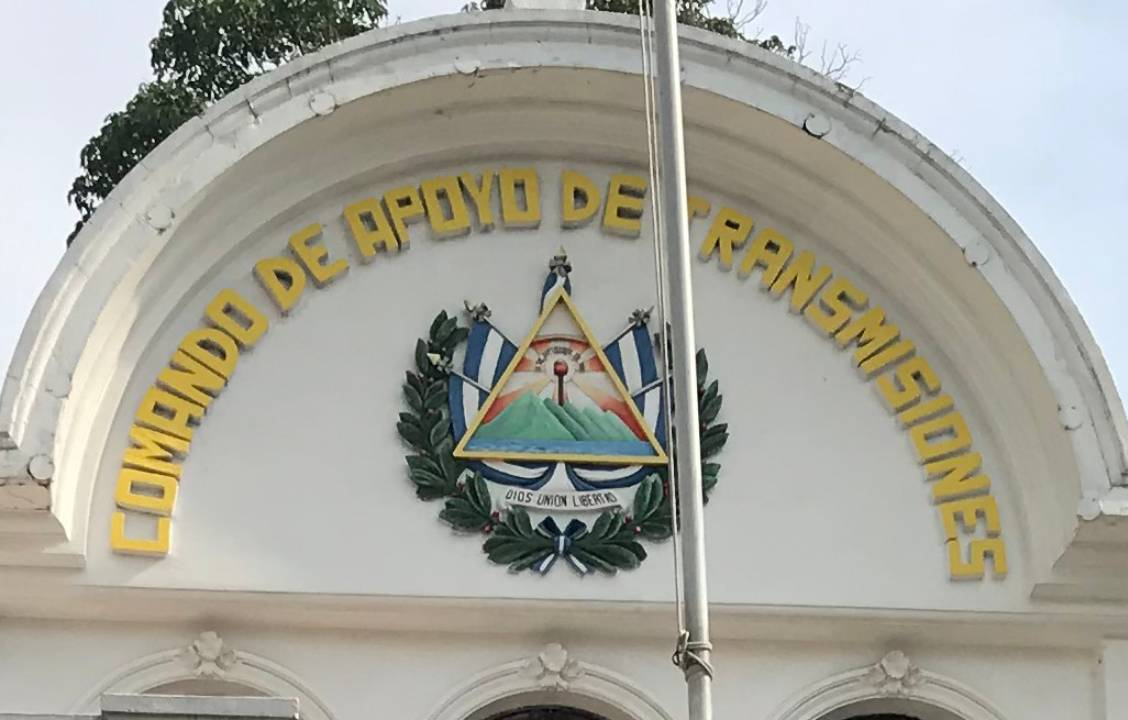
Escudo Salvadoreño en el Museo Militar El Zapote
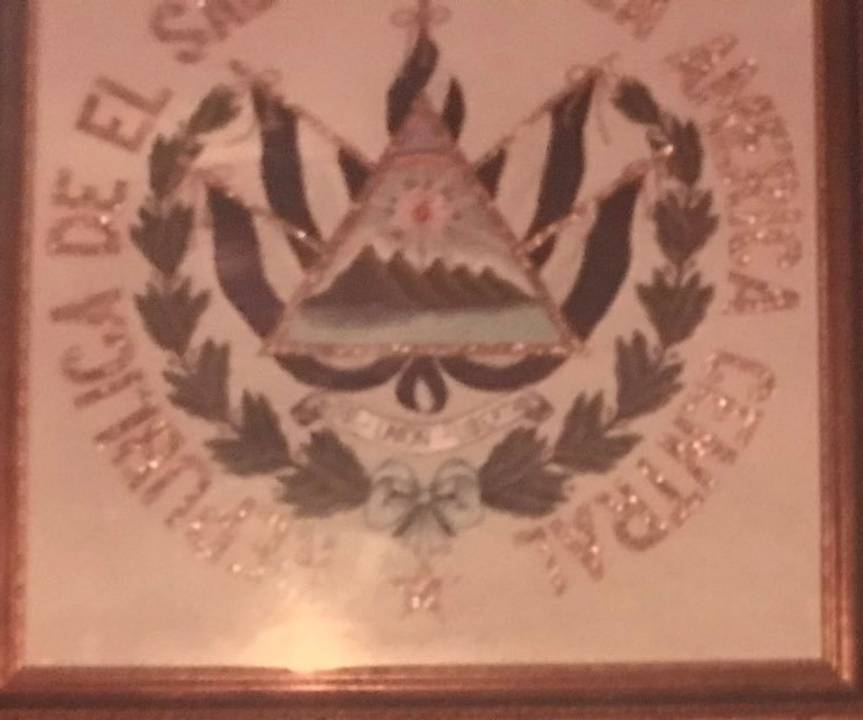
Escudo Salvadoreño en el Palacio Nacional
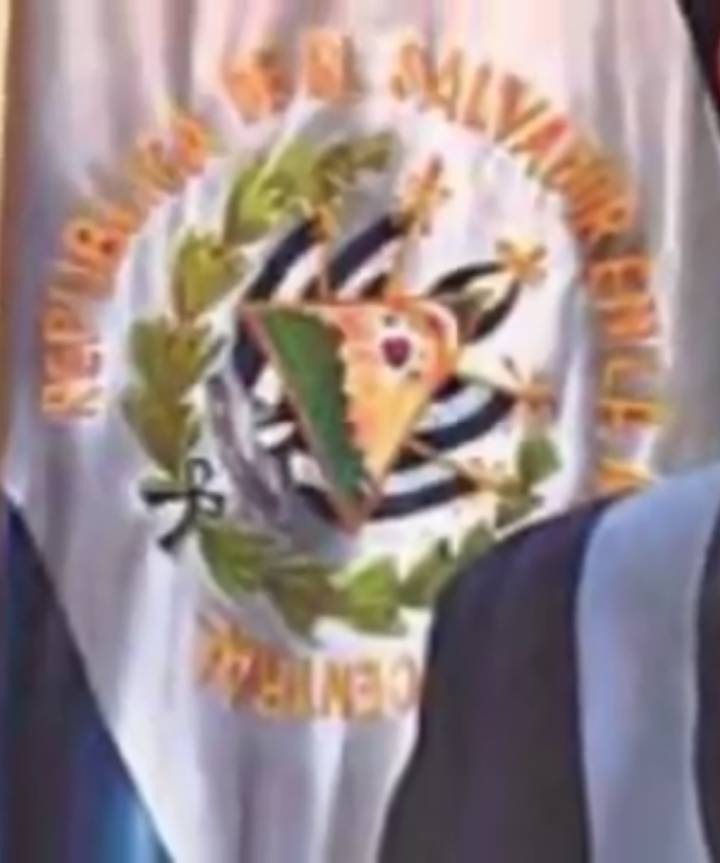
Escudo Salvadoreño en la Casa Presidencial
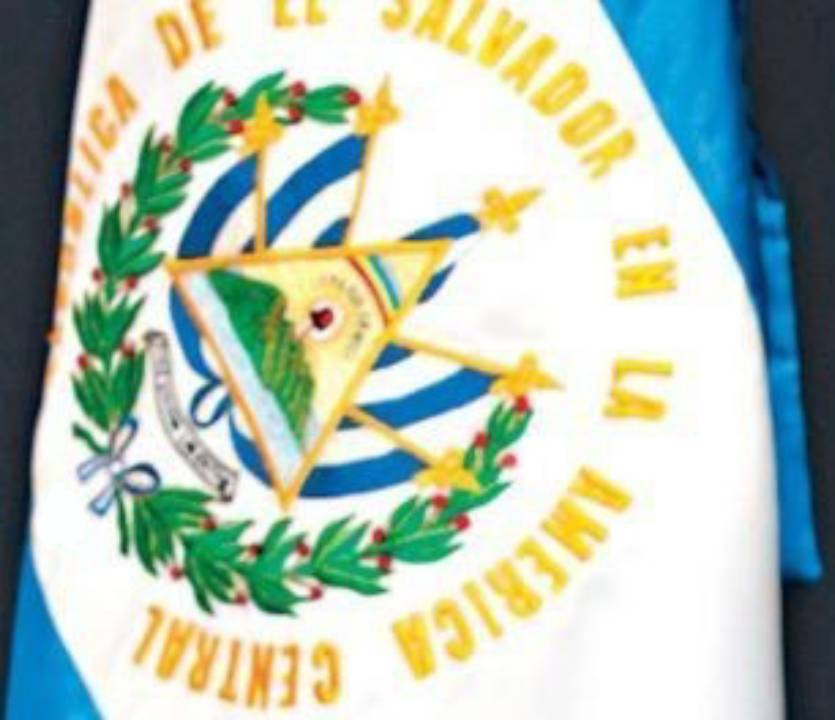
Escudo Salvadoreño Oficial
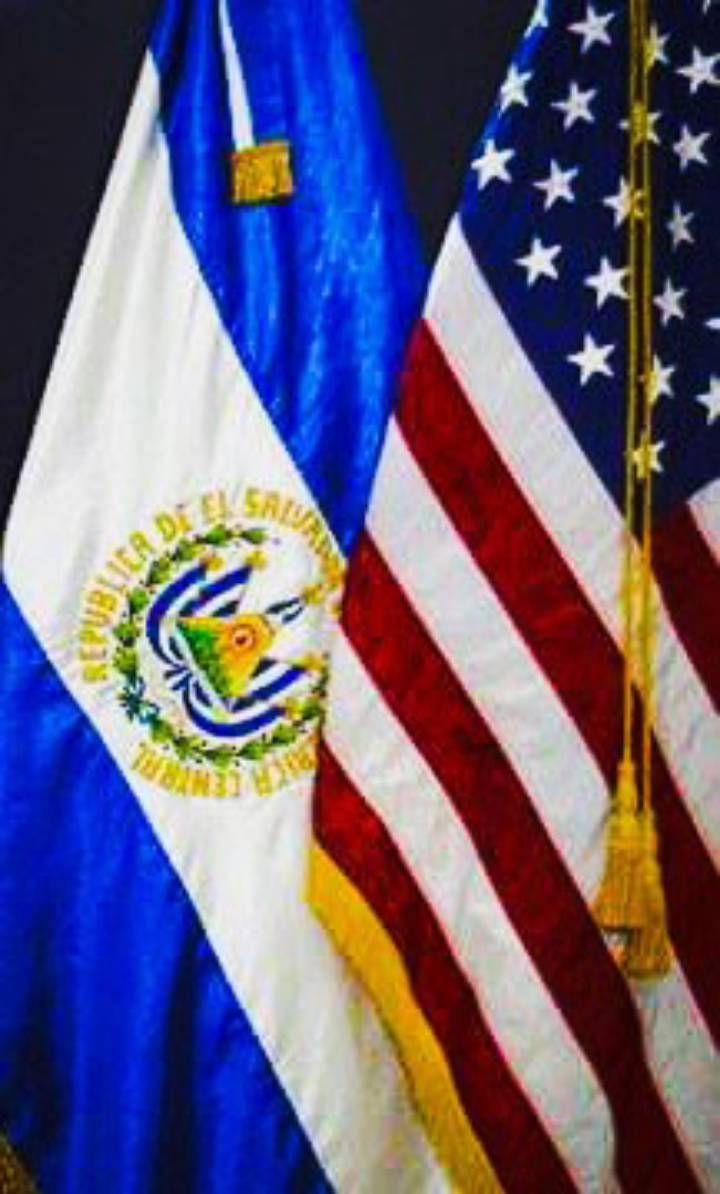
Bandera de Estados Unidos y El Salvador en la Embajada Estadounidense
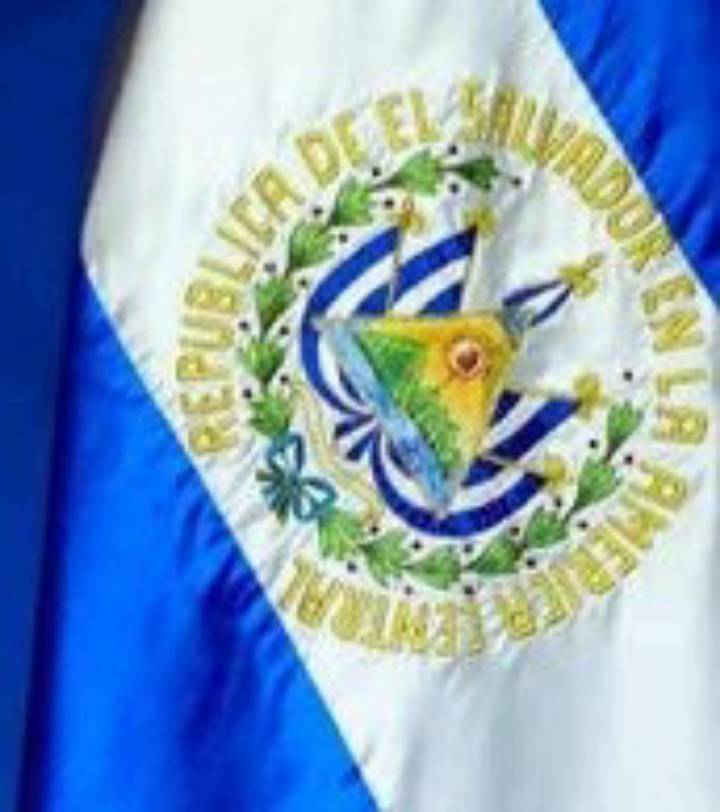
Escudo Salvadoreño en Casa Presidencial
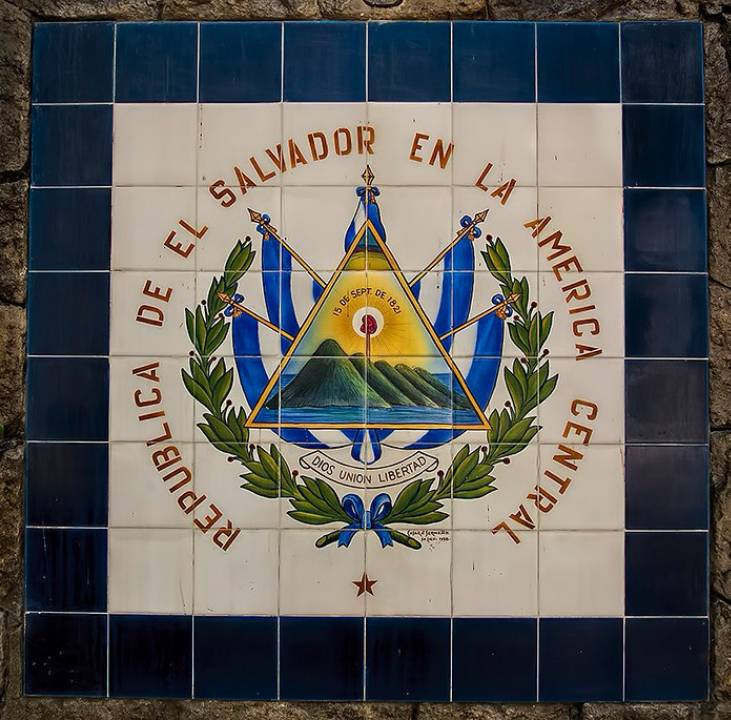
escudo de El Salvador en la ex-casa presidencial
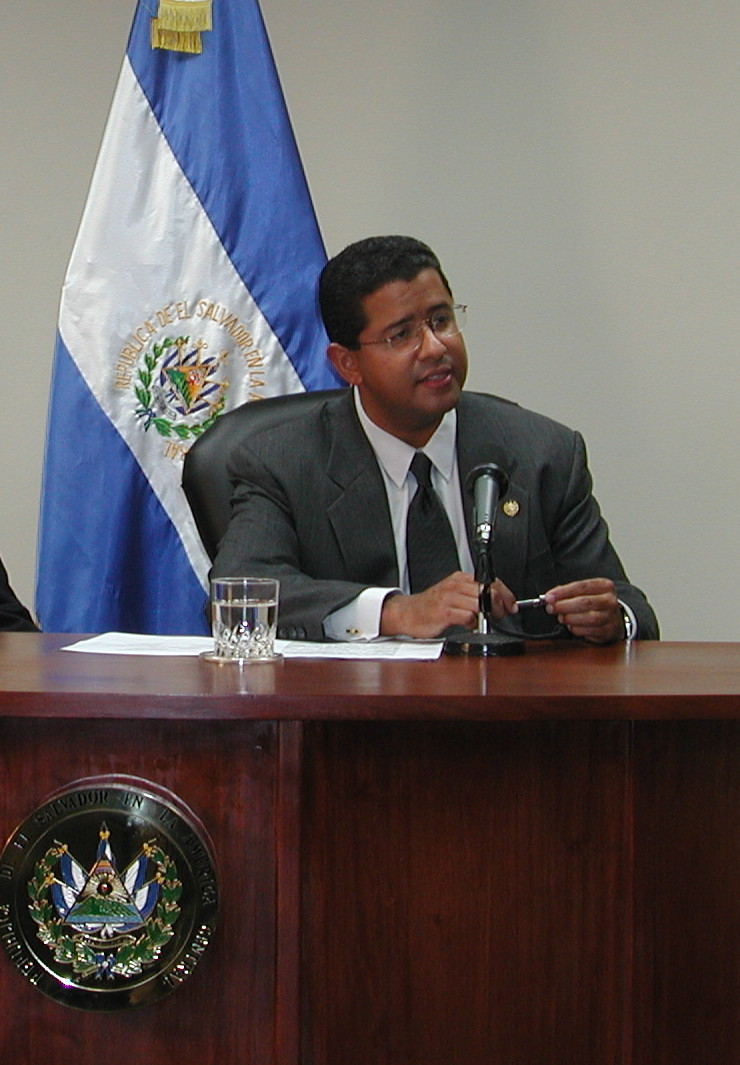
La bandera de El Salvador junto al ex-presiente Francisco Flores Pérez, 2001
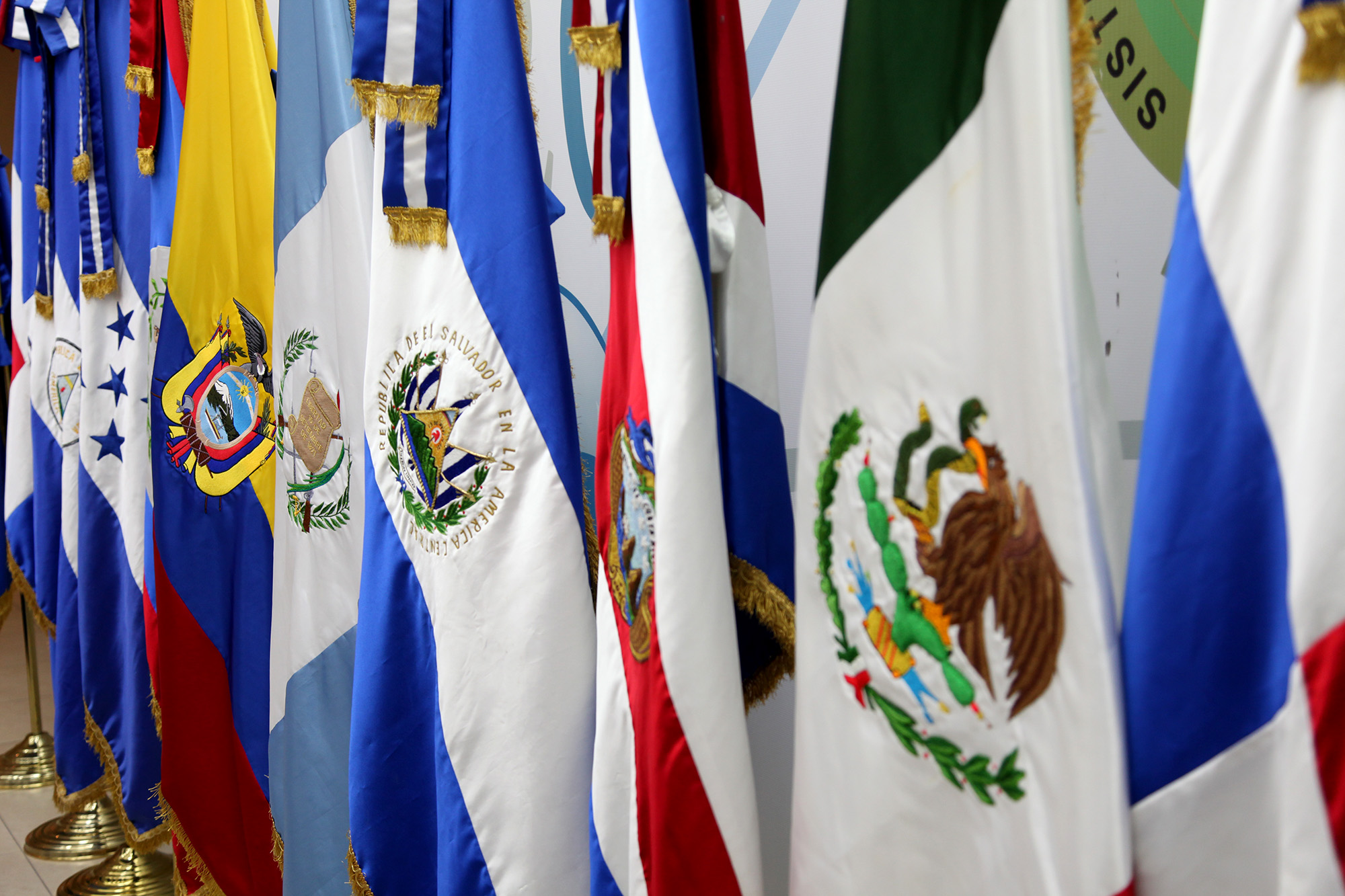
Bandera de El Salvador entre otras banderas de Latinoamerica
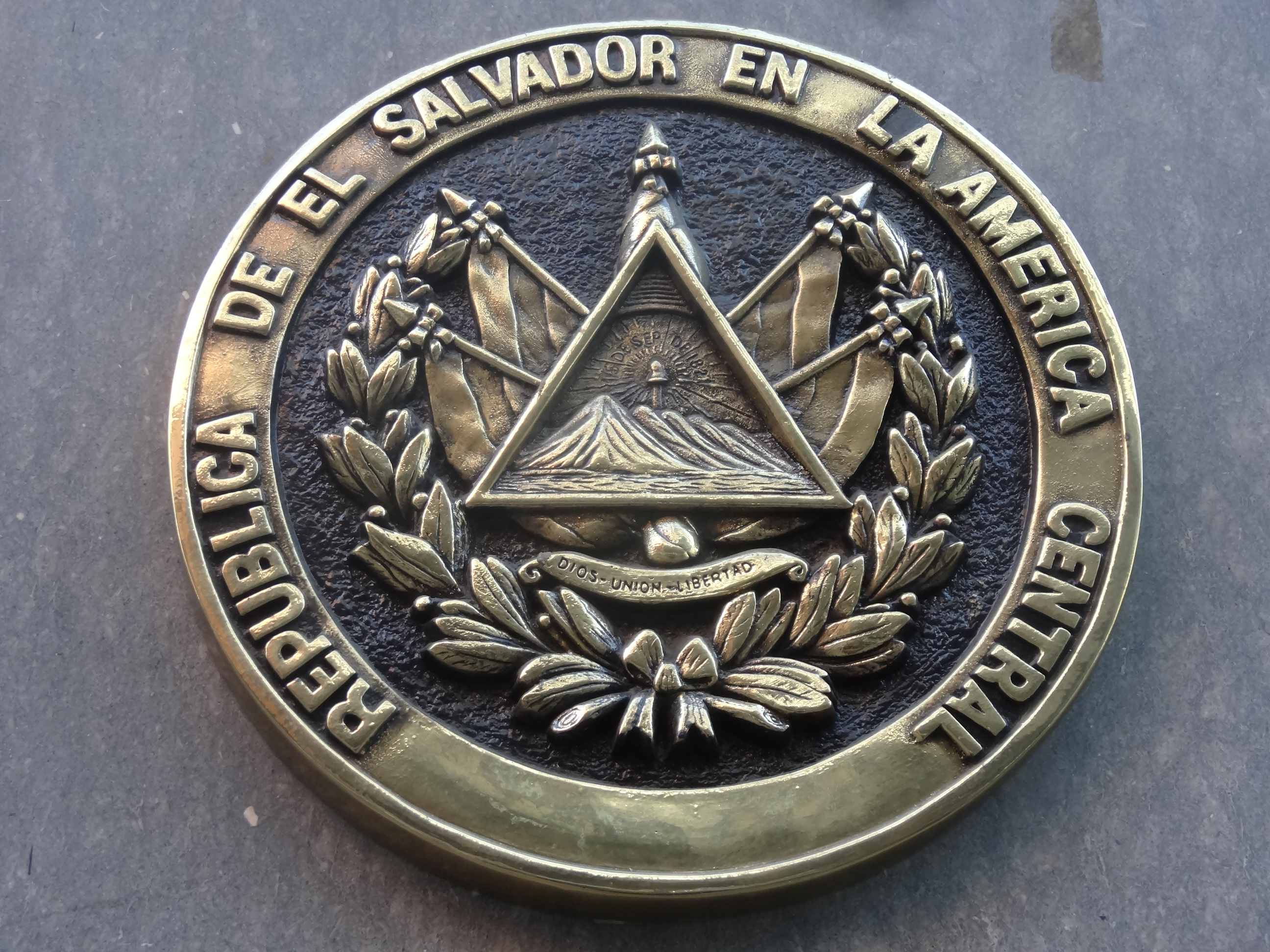
Escudo de El Salvador en el Consulado en Barcelona
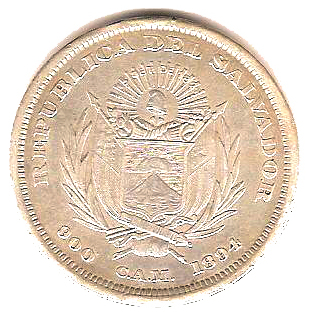
Moneda del Peso de El Salvador (1877-1892)
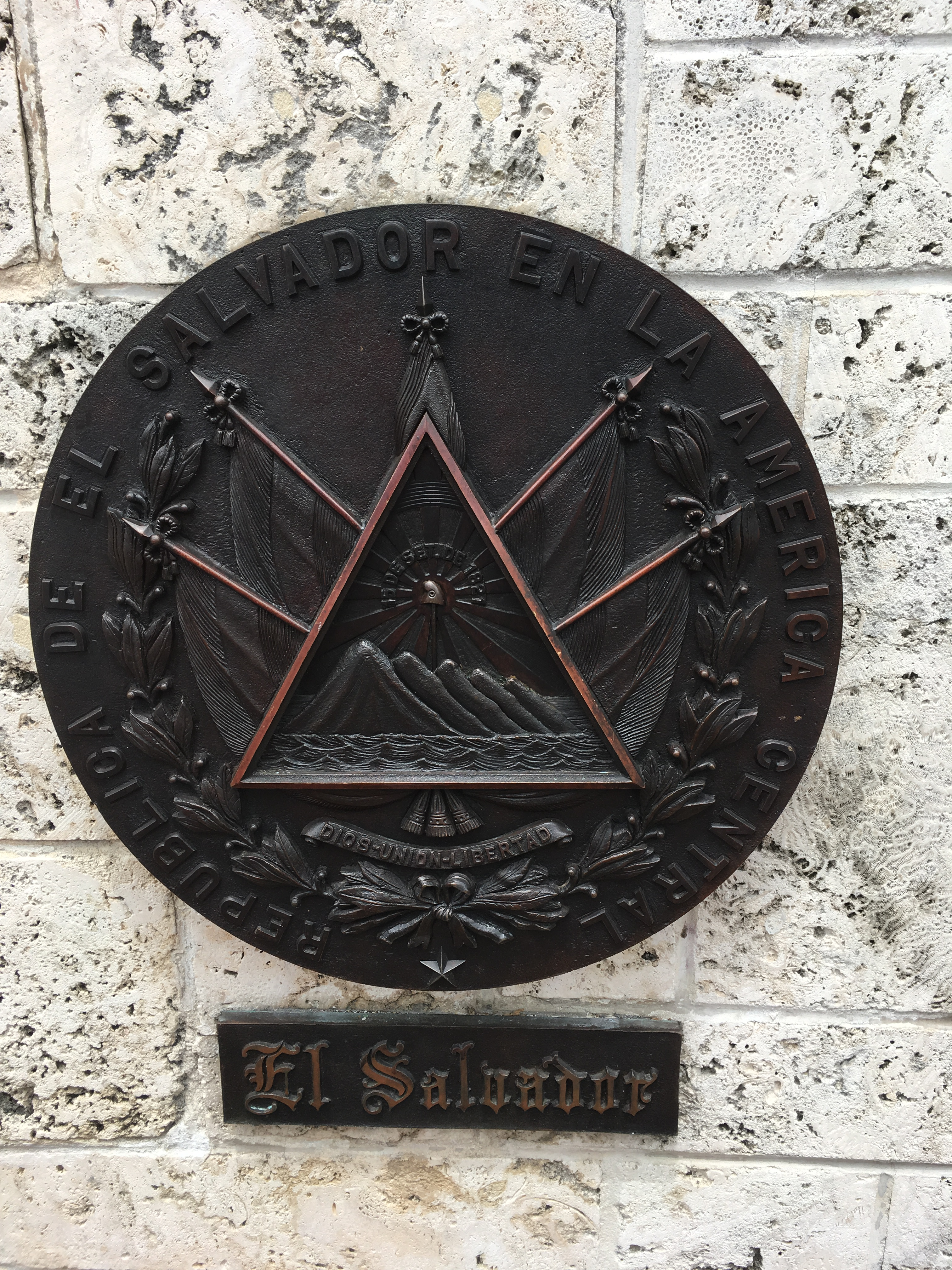
Escudo Nacional de El Salvador en la pared curva de La Antorcha de la Amistad, un monumento ubicado en el centro de Miami, Florida, Estados Unidos.
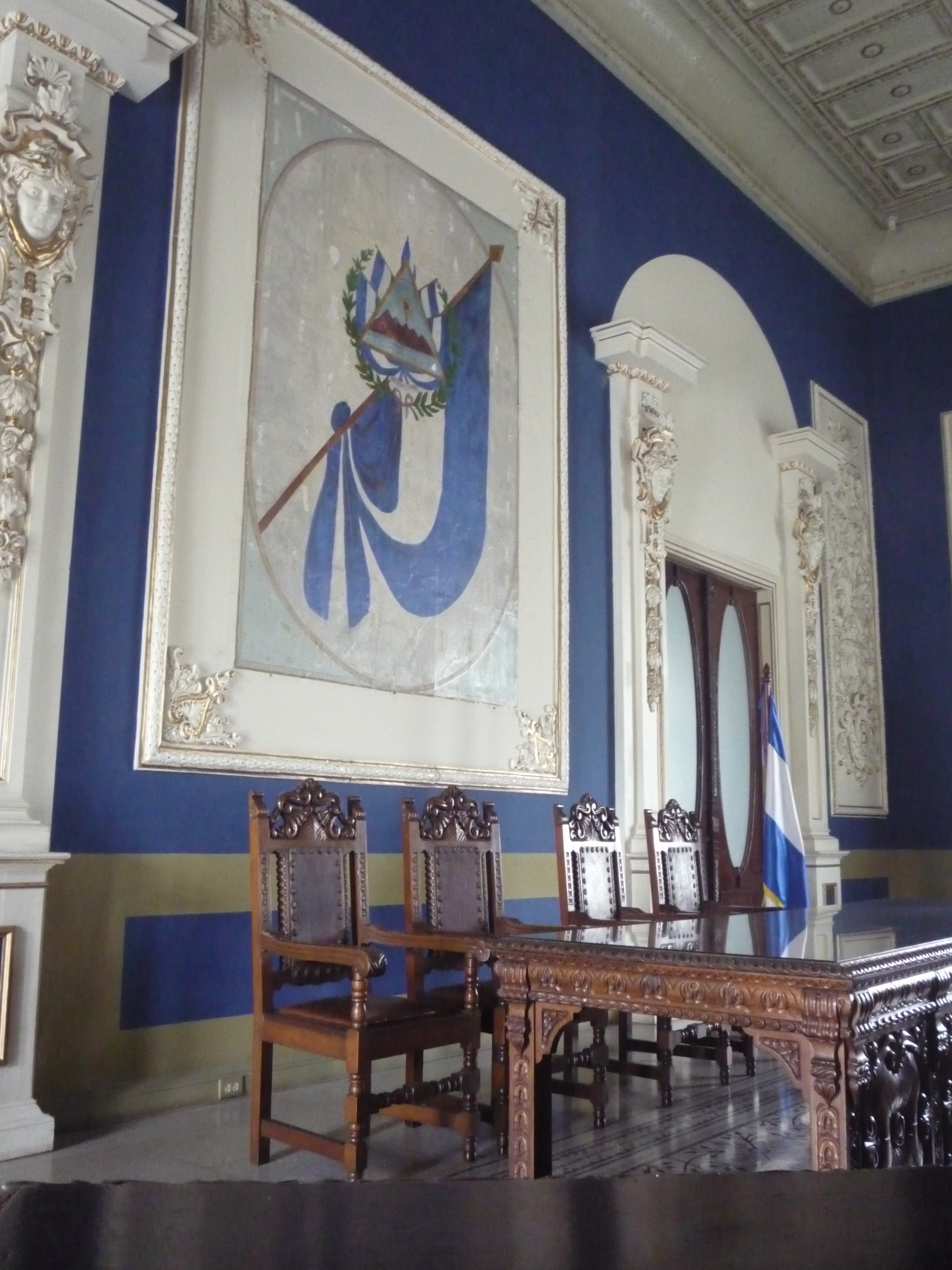
Antigua ubicación de la Asamblea Legislativa (hasta 1974) dentro del Palacio Nacional.
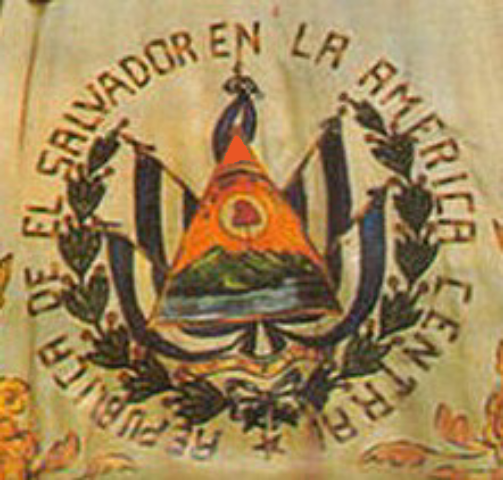
Escudo nacional en La Virgen de la Paz en la Catedral Basílica Santuario Nuestra Señora de la Paz.
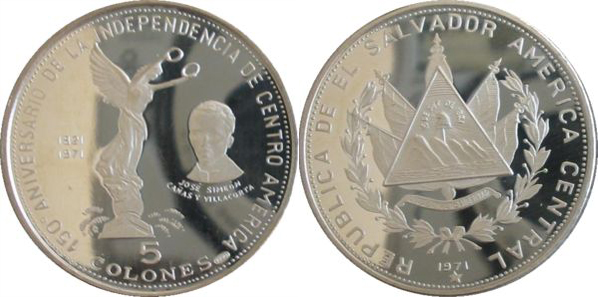
Moneda de 5 colones por aniversario 150 de la independencia de Centroamérica (1971).
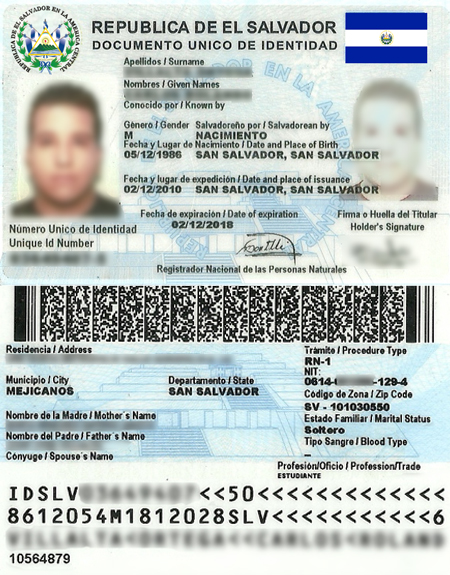
Documento de Identidad de la República de El Salvador (anverso).

### Escudos de armas históricos

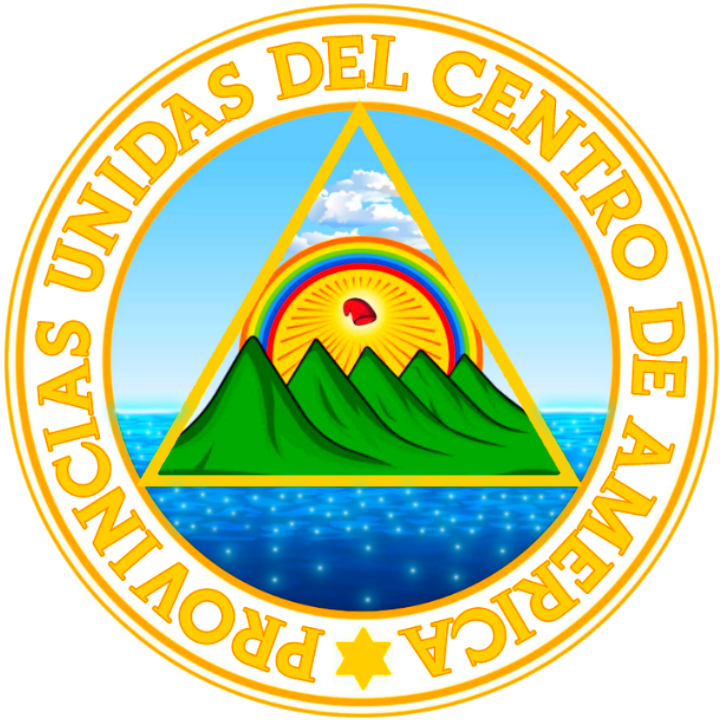
Las Provincias Unidas de Centroamérica (1823-1825)
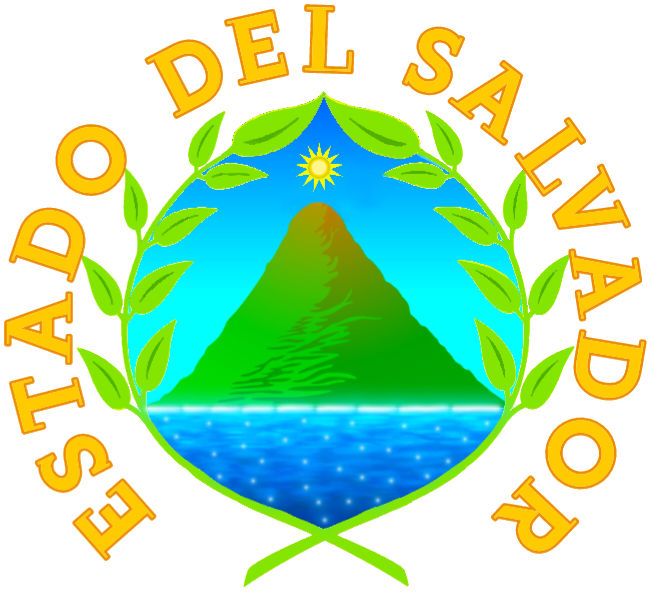
Escudo del Estado del Salvador, dentro de la Provincias Unidas del Centro de América
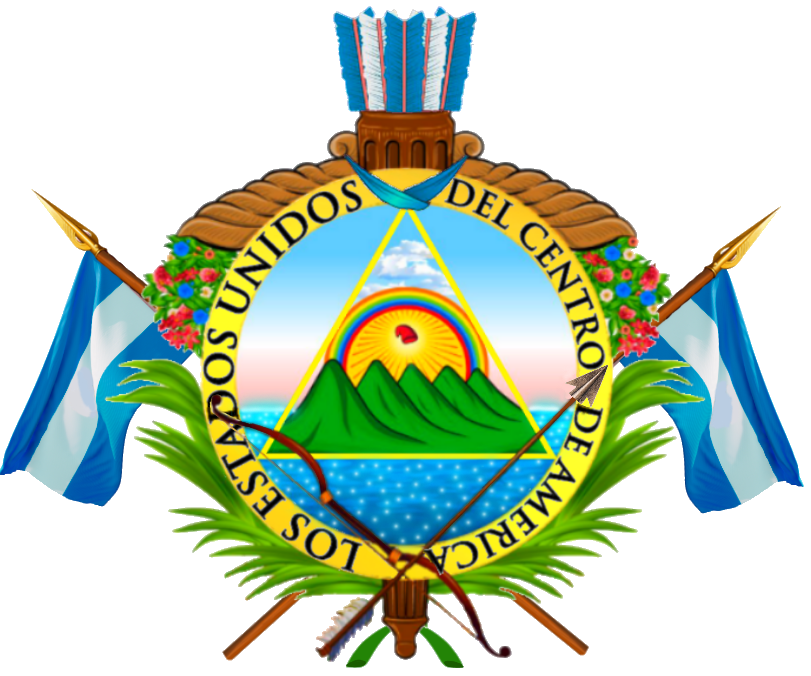
Los Estados Unidos del Centro de América  (1826)
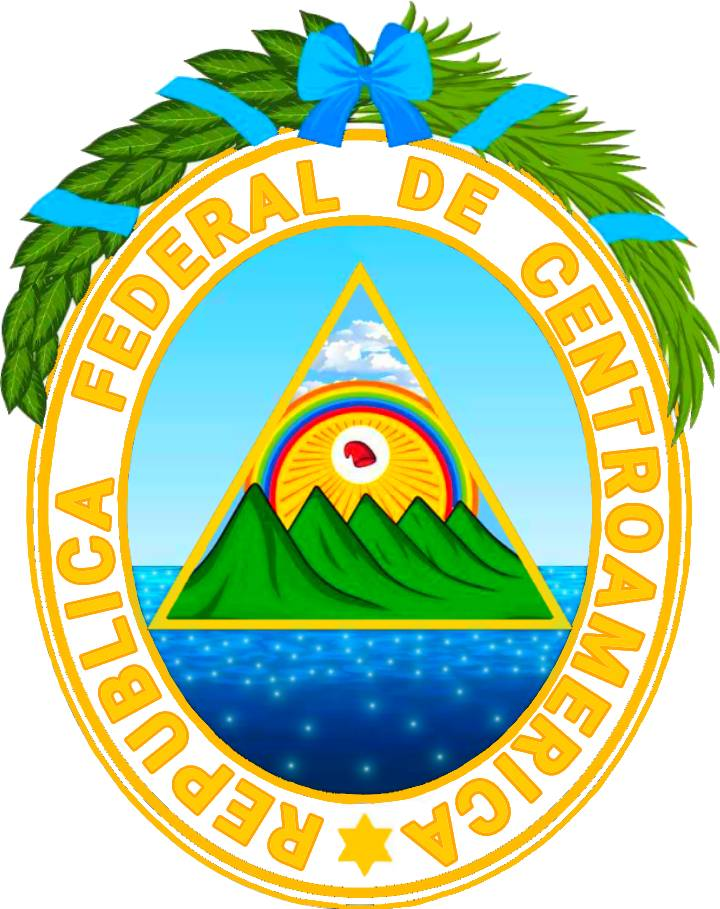
República Federal de Centroamérica (1827-1841)
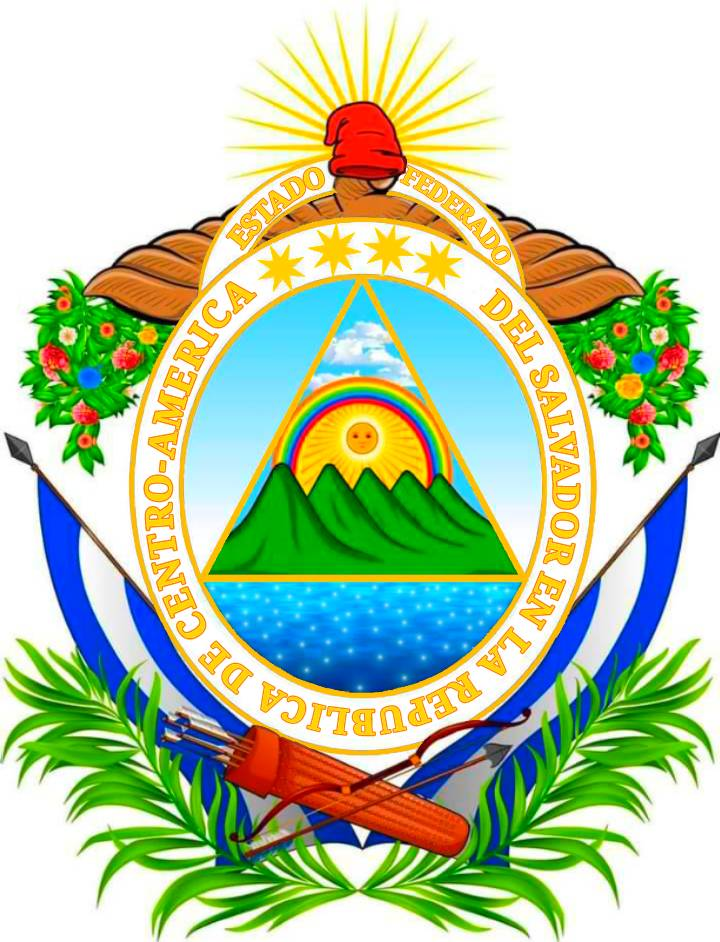
Escudo del Estado Federado del Salvador, dentro de la República Federal de Centroamérica
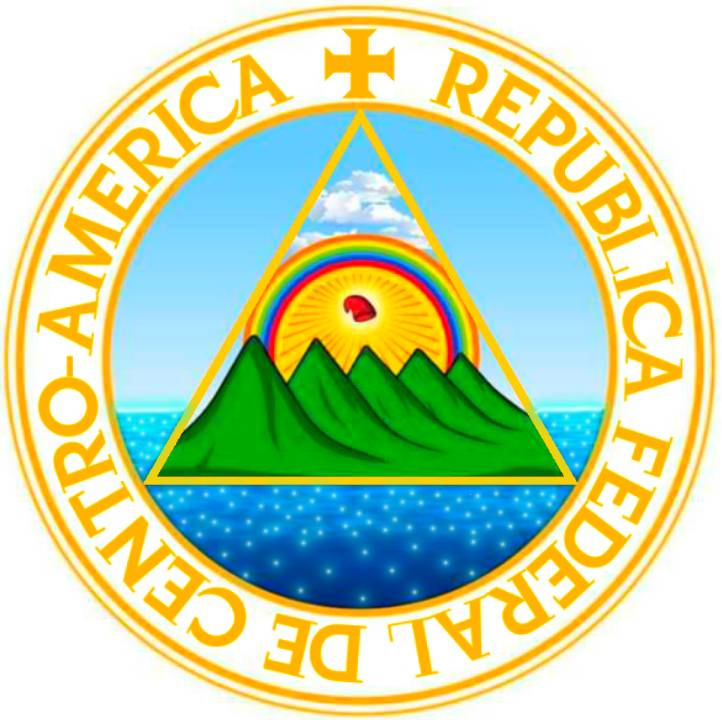
Confederación de Centroamérica (1842-1845)
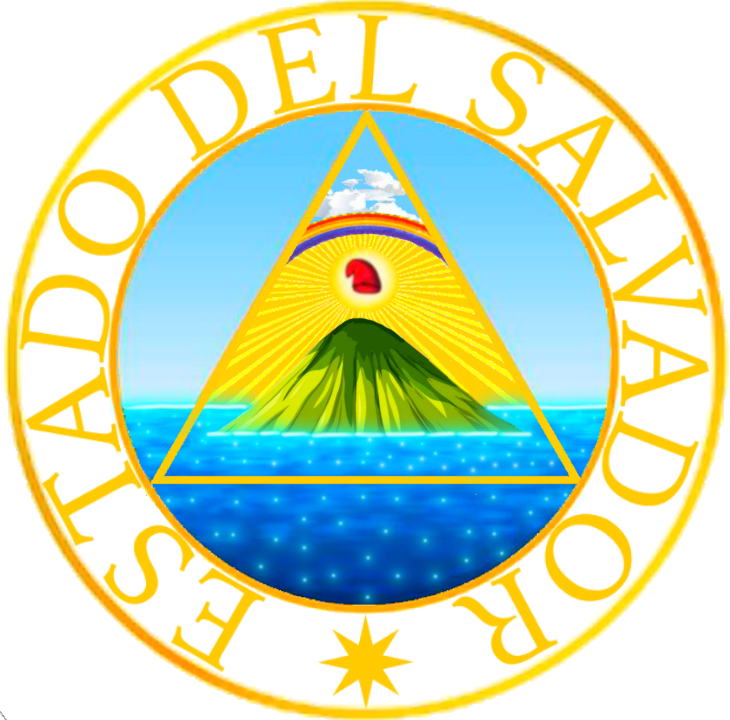
Escudo del Estado del Salvador, dentro de la Confederación de Centroamérica (1842-1845)
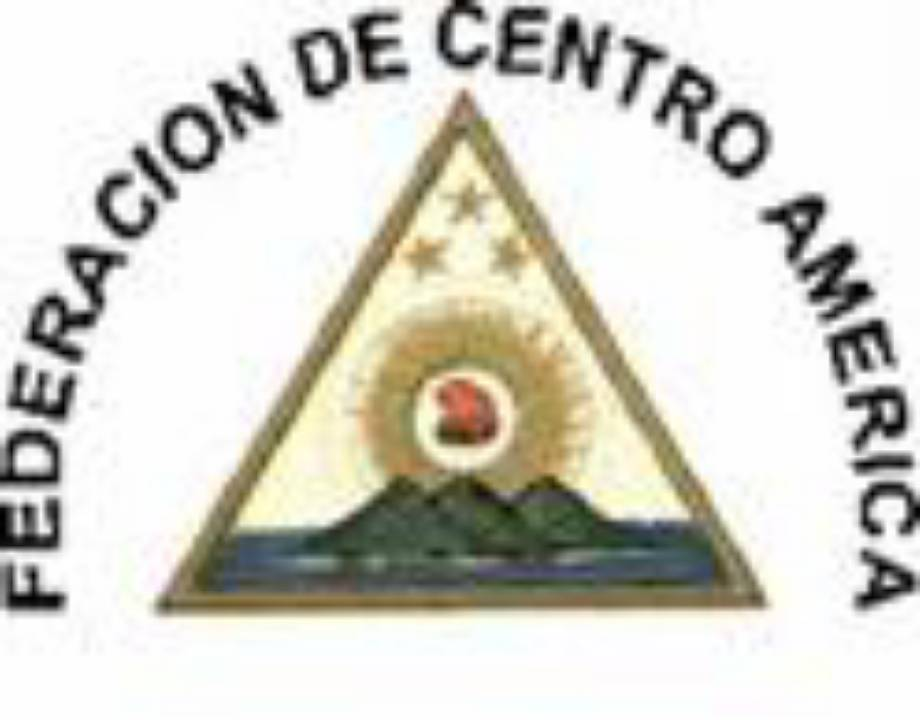
Escudo de la Federación de Centroamérica (1851-1853)
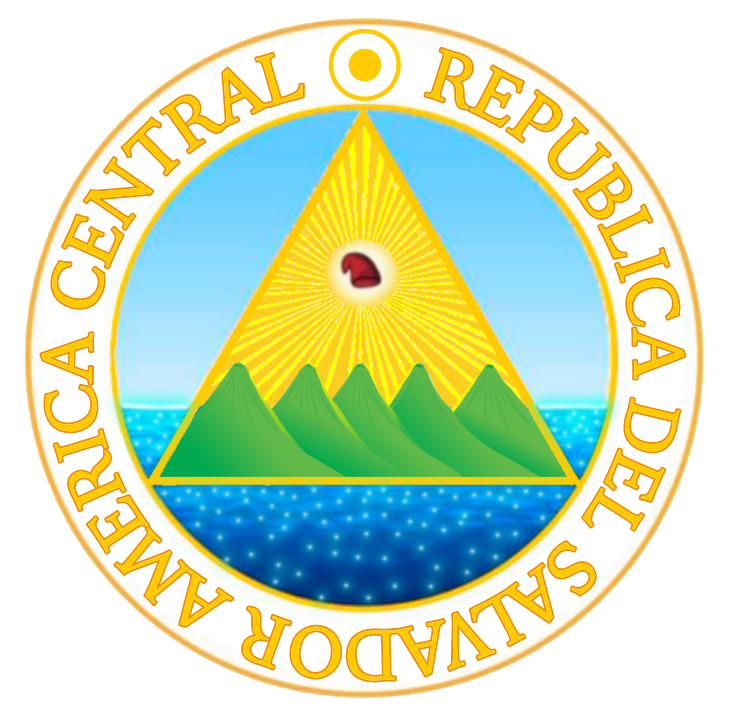
República del Salvador (1853-1859)
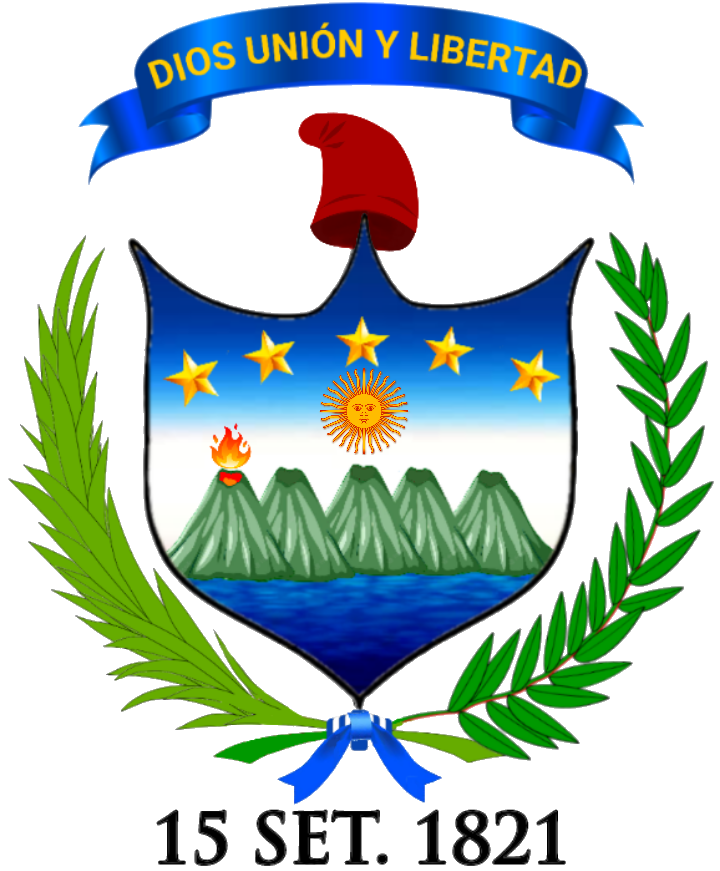
República del Salvador (1860-1864)
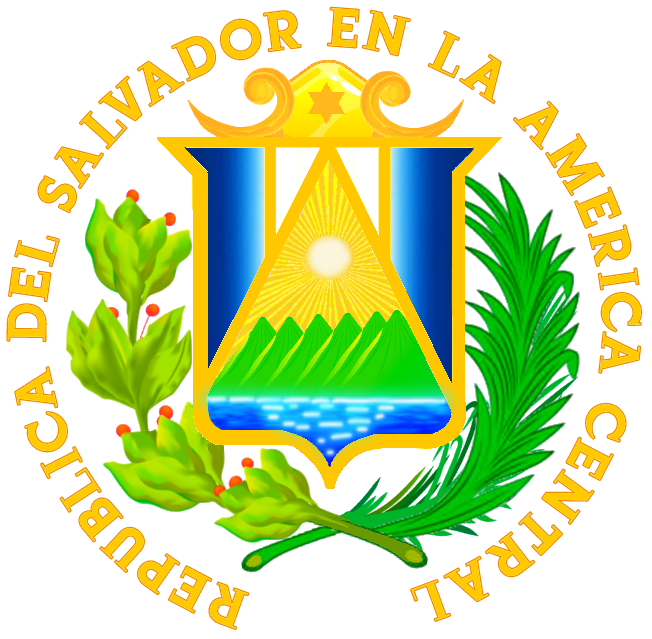
República del Salvador (1865)
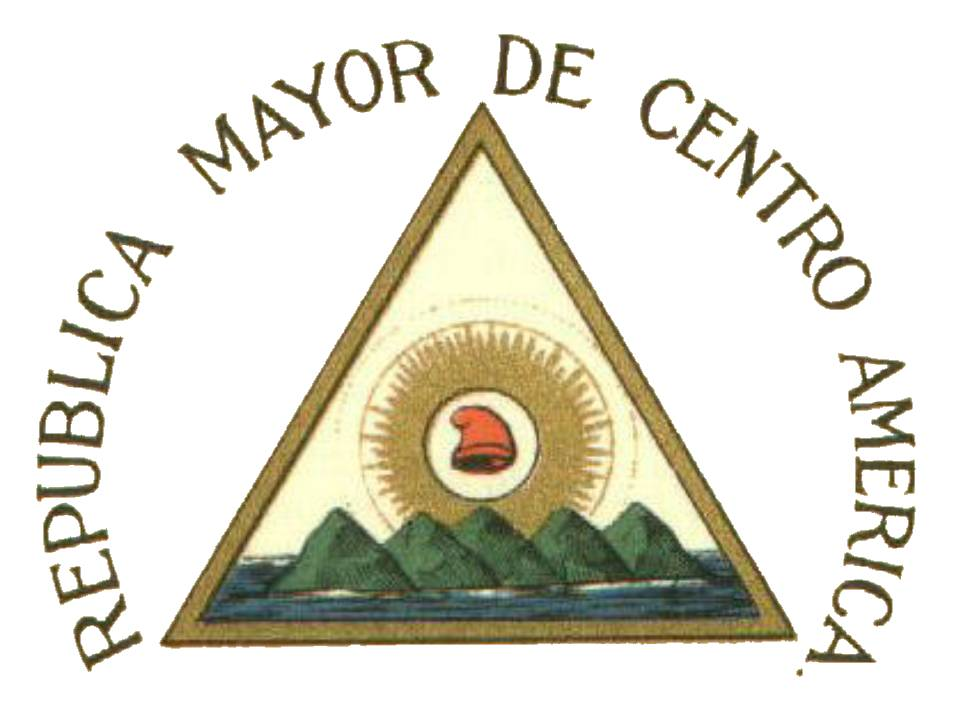
La República Mayor de América Central (1896-1897)
República de América Central luego Estados Unidos de Centroamérica (1897-1898)
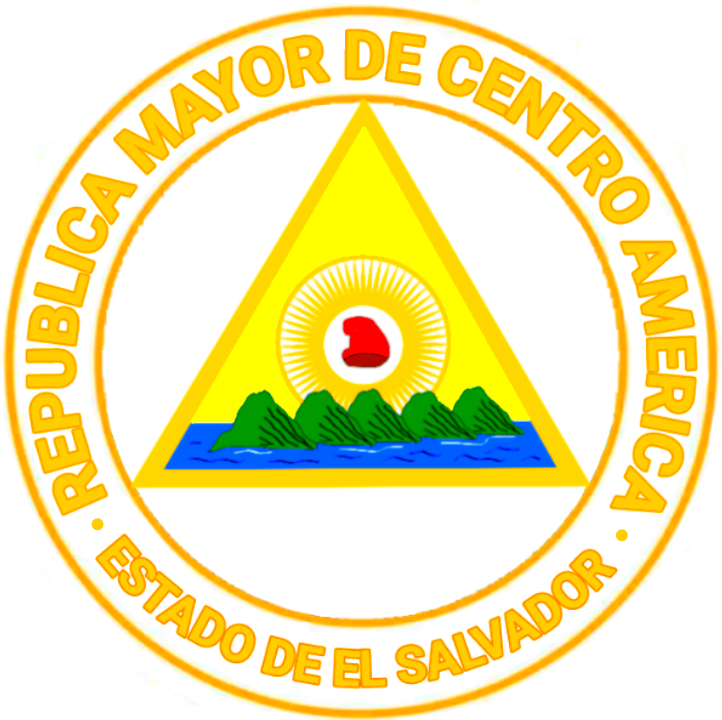
Escudo del Estado de El Salvador dentro de la República de América Central y los Estados Unidos de Centroamérica (1897-1898)
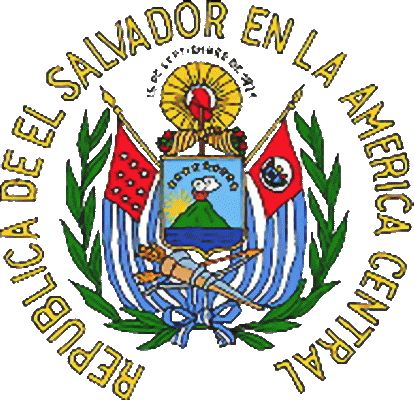
República de El Salvador (1865-1876)
República del Salvador (1877-1912)
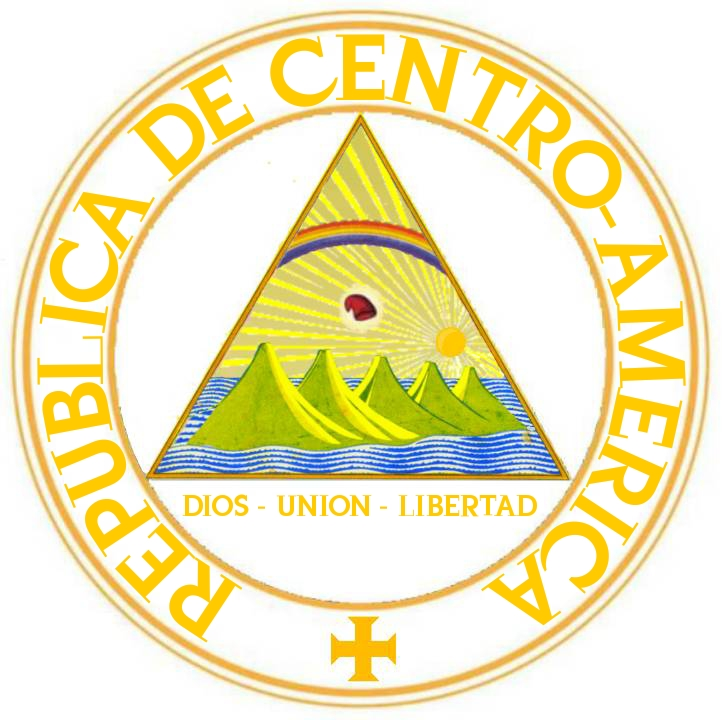
República de Centro-América (1921-1922)
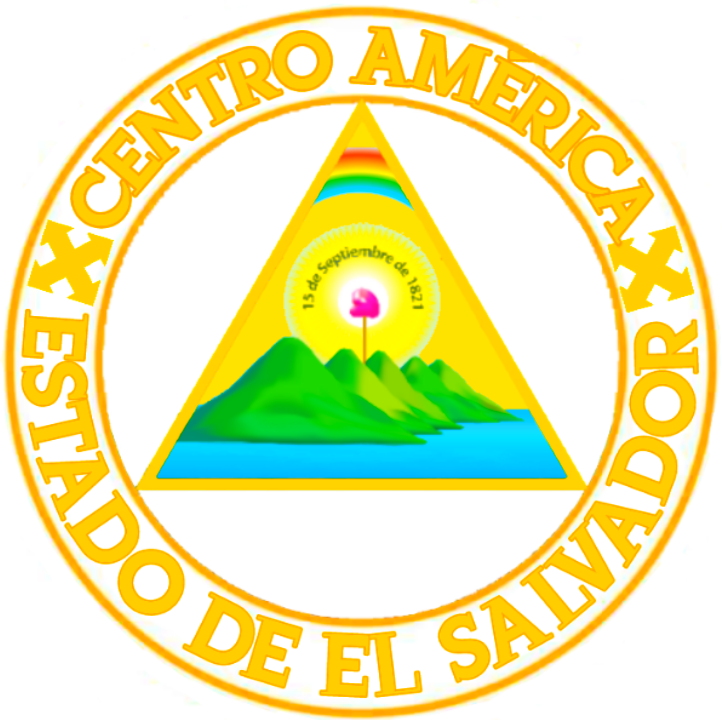
Escudo del Estado de El Salvador dentro de la República de Centro América (1921-1922)
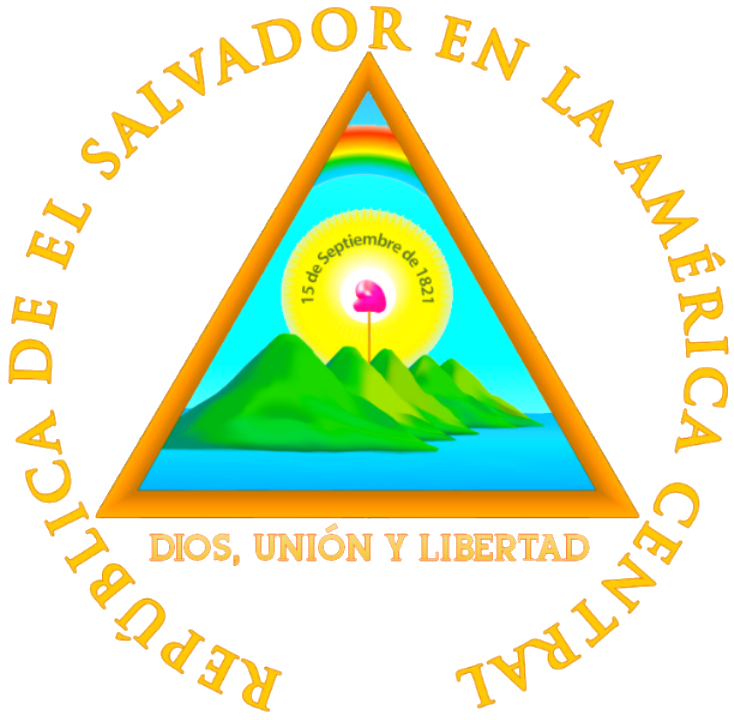
República de El Salvador (1912-1916)
República de El Salvador (1916-presente)